# Hippolyte Fortoul

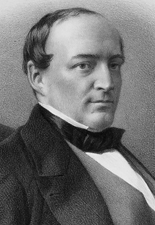
Hippolyte Fortoul

Hippolyte Nicolas Honoré Fortoul (* 13. August 1811 in Digne-les-Bains, Département Basses-Alpes; † 7. Juli 1856 in Bad Ems, Herzogtum Nassau) war ein französischer Historiker, Schriftsteller, Hochschullehrer und Politiker.

## Leben
Fortoul erhielt eine Ausbildung in Digne und am Collège de Lyon. 1829 kam er nach Paris, wo er durch historische und literarische Schriften in Erscheinung trat. Als junger Kritiker der Revue encyclopédique neigte er zum Saint-Simonismus. 1840 wurde er Professor für französische Literatur an der Fakultät für Geisteswissenschaften in Toulouse. 1846 wurde er Dekan der Fakultät von Aix-en-Provence. Zu dieser Zeit begann er mit Forschungen über Emmanuel-Joseph Sieyès, einen Denker der Französischen Revolution. 1848 wählte man ihn in die Nationalversammlung, der er bis zum Ende der Zweiten Republik angehörte. Dort unterstützte er die Politik des Staatspräsidenten Charles-Louis-Napoléon Bonaparte, der ihn zum Marineminister und nach dem Staatsstreich vom 2. Dezember 1851 zum Minister für öffentliche Bildung ernannte. Diese Position hatte er bis zu seinem Tod in Bad Ems inne. Als Todesursache wird „zu reichliches Brunnentrinken ohne ärztliche Anordnung“ angegeben. Beerdigt wurde er auf der Cimetière du Montparnasse.

### De l’Art en Allemagne
Als Gelegenheitsarbeit schrieb Fortoul das zweibändige Werk De l’Art en Allemagne, das 1841 und 1842 veröffentlicht wurde. Die Schrift basiert auf einer Geschichtstheorie, die von Georg Wilhelm Friedrich Hegel geprägt ist, sowie auf drei Reisen nach Deutschland, wo ihr Autor öffentliche Galerien und bestimmte private Galerien besucht hatte, etwa die des Grafen Atanazy Raczyński und des Konsuls Joachim Heinrich Wilhelm Wagener in Berlin. In allen Städten, in denen Fortoul sich aufhielt, wurde er von Künstlern empfangen. Er ging sogar nach Düsseldorf, um dem Kunstgeschichtsunterricht zu folgen, den Karl Schnaase an der dortigen Akademie gab. Fortouls Werk zielte darauf, eine Skizze der Universalgeschichte der Architektur und Malerei zu zeigen sowie eine Lektion in moderner deutscher Kunst für französische Künstler darzustellen, aber auch eine Demonstration der Gelehrsamkeit, die ihm bei seiner Kandidatur für die Wahl in die Académie des inscriptions et belles-lettres (die ihn erst 1855, ein Jahr vor seinem Tod, wählte) sowie bei seiner Universitätskarriere helfen sollte. Deutsche Kritiker zeigten sich seinem Werk gegenüber zurückhaltend, weil Fortoul trotz seines Interesses an deutscher Kunst seine Vorliebe für den französischen Geschmack nicht verbarg. Wiederholt bezeichnete er französische Kunst und französisches Genie als überlegen, da sie aus der Vereinigung der lateinischen und nordischen Rassen hervorgegangen seien. Obwohl diese Ideen zu seiner Zeit weit verbreitet waren, trugen sie nicht gerade zur Synthese zwischen deutscher und französischer Kunst bei, die er angeblich fördern wollte, sondern zeugen eher von der Kluft, die oft zwischen expliziten Absichten und tief verwurzelten Überzeugungen besteht (Pierre Vaisse).

## Veröffentlichungen (Auswahl)
- Histoire du seizième siècle (1838)
- Grandeur de la vie privée (2 Bände, 1838)
- Les Fastes de Versailles, depuis son origine jusqu’à nos jours (1839)
- Du Génie de Virgile (1840)
- De l’Art en Allemagne (2 Bände, 1841/1842, Google Books)
- Essai sur les poèmes et sur les images de la Danse des morts (1842)
- Essai sur la théorie et sur l’histoire de la peinture chez les anciens et chez les modernes (1845)
- Une page de l’histoire contemporaine. La révision de la constitution (1851)
- Études d’archéologie et d’histoire (2 Bände, 1854)
- Instruction générale sur l’exécution du plan d’études des lycées (1854)
- Geneviève Massa-Gille (Hrsg.): Journal d’Hippolyte Fortoul, ministre de l’Instruction publique et des Cultes, 1811–1856 (2 Bände, Droz, Genf 1979–1989).